# Okręg wyborczy Plymouth
Okręg wyborczy Plymouth powstał w 1442 r. i wysyłał do brytyjskiej Izby Gmin dwóch deputowanych. Okręg obejmował miasto Plymouth. Został zlikwidowany w 1918 r.

## Deputowani do brytyjskiej Izby Gmin z okręgu Plymouth

### Deputowani w latach 1442–1660
- 1584–1587: Henry Bromley
- 1586–1587: Hugh Vaughan
- 1588–1589: Miles Sandys
- 1604–1611: Richard Hawkins
- 1604–1611: James Bugge
- 1621–1622: John Granville
- 1621–1622: Thomas Sherville
- 1640–1642: Robert Trelawny
- 1640–1648: John Waddon
- 1642–1648: John Yonge
- 1654–1656: Christopher Silly
- 1654–1656: William Yeo
- 1656–1659: John Maynard
- 1656–1659: Timothy Alsop
- 1659–1659: Christopher Silly

### Deputowani w latach 1660–1918
- 1660–1660: John Maynard
- 1660–1660: Edmund Fowell
- 1660–1677: William Morice
- 1660–1666: Samuel Trelawny
- 1666–1679: Gilbert Talbot
- 1677–1680: John Sparke
- 1679–1685: John Maynard
- 1680–1685: William Jones
- 1685–1689: Bernard Granville
- 1685–1689: Richard Jones, 1. hrabia Ranelagh
- 1689–1690: John Maynard
- 1689–1689: Arthur Herbert
- 1689–1698: John Granville
- 1690–1695: John Trelawny
- 1695–1698: George Parker
- 1698–1713: Charles Trelawny
- 1698–1701: John Rogers
- 1701–1702: Henry Trelawny
- 1702–1705: John Woolcombe
- 1705–1721: George Byng
- 1713–1722: John Rogers
- 1721–1727: Pattee Byng
- 1722–1727: William Chetwynd
- 1727–1754: Arthur Stert
- 1727–1728: George Treby
- 1728–1739: Robert Byng
- 1739–1740: John Rogers
- 1740–1740: Charles Vanbrugh
- 1740–1741: lord Henry Beauclerk
- 1741–1750: Vere Beauclerk
- 1750–1754: Charles Saunders
- 1754–1778: William Barrington, 2. wicehrabia Barrington
- 1754–1760: Samuel Dicker
- 1760–1768: George Pocock
- 1768–1771: Francis Holburne
- 1771–1780: Charles Hardy
- 1778–1780: George Legge, wicehrabia Lewisham
- 1780–1784: Frederick Leman Rogers
- 1780–1784: George Darby
- 1784–1790: John Macbride
- 1784–1790: Robert Fanshawe
- 1790–1796: Alan Gardner
- 1790–1797: Frederick Leman Rogers
- 1796–1806: William Elford
- 1797–1802: Francis Glanville
- 1802–1806: Philip Langmead
- 1806–1812: Thomas Tyrwhitt
- 1806–1818: Charles Pole
- 1812–1818: Benjamin Bloomfield
- 1818–1828: William Congeve
- 1818–1832: Thomas Byam Martin
- 1828–1832: George Cockburn
- 1832–1841: John Collier, wigowie
- 1832–1841: Thomas Beaumont Bewes, wigowie
- 1841–1847: Thomas Gill, wigowie
- 1841–1852: Hugh Fortescue, wicehrabia Ebrington, wigowie
- 1847–1852: Roundell Palmer, Partia Konserwatywna
- 1852–1853: Charles John Mare, Partia Konserwatywna
- 1852–1871: Robert Porrett Collier, Partia Liberalna
- 1853–1857: Roundell Palmer, Partia Konserwatywna
- 1857–1859: James White, wigowie
- 1859–1861: William Edgcumbe, wicehrabia Valletort, Partia Konserwatywna
- 1861–1874: Walter Morrison, Partia Liberalna
- 1871–1880: Edward Bates, Partia Konserwatywna
- 1874–1880: Sampson Samuel Lloyd, Partia Konserwatywna
- 1880–1885: Peter Stewart Macliver, Partia Liberalna
- 1880–1900: Edward George Clarke, Partia Konserwatywna
- 1885–1892: Edward Bates, Partia Konserwatywna
- 1892–1895: William Pearce, Partia Konserwatywna
- 1895–1898: Charles Harrison, Partia Liberalna
- 1898–1900: Sigismund Mendl, Partia Liberalna
- 1900–1906: Ivor Guest, Partia Konserwatywna, od 1904 r. Partia Liberalna
- 1900–1906: Henry Duke, Partia Konserwatywna
- 1906–1910: Thomas William Dobson, Partia Liberalna
- 1906–1910: Charles Mallet, Partia Liberalna
- 1910–1910: Aneurin Williams, Partia Liberalna
- 1910–1918: Waldorf Astor, Partia Konserwatywna
- 1910–1918: Arthur Shirley Benn, Partia Konserwatywna